# Henri Quiby

Henri Quiby (ca. 1929)

Henri Quiby (* 25. März 1884 in Genf; † 4. April 1976 in Zollikon; heimatberechtigt in Genf) war ein Schweizer Maschinenbauingenieur und Hochschullehrer.

## Leben
Henri Quiby, Sohn des Louis und der Marie Anna, geborene Neyret, war mit Gabrielle Reymond, Tochter des Adolphe, verheiratet. Im Jahre 1908 erlangte er das Maschineningenieurdiplom am Eidgenössischen Polytechnikum in Zürich. 

## Schaffen
Zwischen 1909 und 1929 war Quiby Ingenieur für Dampfturbinen und später Oberingenieur der Schiffturbinenabteilung bei der Firma Escher, Wyss & Cie. in Zürich. 
Quibys Pionierleistung war die Berechnung und Konstruktion der Zoelly-Dampfdruckturbinen, die mit Höchstdruck arbeiteten und weltweit zur Anwendung kamen. Von 1929 bis 1954 wirkte er als Professor für Dampfturbinenbau und thermische Turbomaschinen an der ETH Zürich. Quiby legte besonderes Gewicht auf die Entwicklung grafischer Methoden und galt als überragender Konstruktionslehrer und Zeichner. Sein künstlerisches Schaffen umfasst Federzeichnungen und Landschaften aus der ganzen Welt.